# Hansa-Brandenburg W.29
Hansa-Brandenburg W.29 là một loại thủy phi cơ tiêm kích của Đức trong Chiến tranh thế giới I.

## Quốc gia sử dụng
Austria-Hungary
 Đan Mạch
- Không quân Hoàng gia Đan Mạch

 Finland
- Không quân Phần Lan

 German Empire
- Kaiserliche Marine

 Hungary
- Cộng hòa Xô viết Hungary

 Japan
- Hải quân Đế quốc Nhật Bản

 Netherlands
- Hải quân Hoàng gia Hà Lan

 Na Uy
- Lục quân Na Uy
- A/S Aero{

## Tính năng kỹ chiến thuật (W.29)
Dữ liệu lấy từ Encyclopedia of Military Aircraft
Đặc điểm tổng quát
- Kíp lái: 2
- Chiều dài: 9,38 m (30 ft 8 in)
- Sải cánh: 13,50 m (44 ft 4 in)
- Chiều cao: 3 m (9 ft 11 in)
- Diện tích cánh: 32,2 m² [2] (348 ft²)
- Trọng lượng rỗng: 1.000 kg [2] (2.200 lb)
- Trọng lượng có tải: 1.494 kg (3.285 lb)
- Động cơ: 1 × Benz Bz.III, 112 kW (150 hp)

 Hiệu suất bay 
- Vận tốc cực đại: 175 km/h (95 kn, 109 mph)
- Tầm bay: 520 km (281 nmi, 320 mi)
- Trần bay: 5.000 m (16.400 ft)
- Thời gian bay: 4 h
- Lên độ cao 1.000 m (3.280 ft): 6 phút[2]

Trang bị vũ khí

- 1 hoặc 2 × súng máy LMG 08/15 7,92 mm (0.312 in)
- 1 × súng máy Parabellum MG14 7,92 mm (0.312 in)